# Philippe Kailhenn
Philippe Kailhenn, nom de plume de Philippe Kerneïs, né le 2 juillet 1931 à Angers et mort le 20 mai 2020 à Dreux, est un illustrateur et dessinateur de bande dessinée français.

## Biographie
Après un an à l'École nationale supérieure des arts décoratifs de Paris, Philippe Kailhenn devient dessinateur dans le domaine de la communication à la fin des années 1950. C'est cependant au milieu de la décennie suivante que son expression graphique trouve sa forme personnelle, inspirée par l'imagerie populaire.
En 1971, il rejoint l'équipe d'illustrateurs du magazine Okapi nouvellement créé par le groupe Bayard presse, avec lequel il travaille régulièrement pendant une douzaine d'années. Sa création la plus marquante durant cette période est une bande dessinée dont le scénario original est de Colette Tournès : Les Barneidor. L'univers imaginaire que les auteurs construisent avec réussite tout au long des quelque 250 planches de cette série est une sorte de fantaisie sur le mode des Voyages extraordinaires de Jules Verne : on y retrouve les effets décoratifs ou de gravure dans le dessin, tandis que l'esprit éducatif et documentaire qui prévaut à Okapi est transformé par les inventions récréatives du scénario. La série disparaît toutefois à la suite de changements successifs dans le format des histoires et dans la direction du journal, sans avoir pu toucher d'autres lecteurs que ceux d'Okapi.
Philippe Kailhenn se fait plus rare dans la presse pendant les années 1980 et 1990. Son premier livre, Le Pays des robots, est publié en 1981 au Japon dans la collection « Images originales de France » de l'éditeur Emile-Kan. Il réalise également des ex-libris, des tampons, des cartes postales… Fasciné depuis longtemps par les alphabets, il conçoit « à l'usage des petits curieux d'autres cultures » un projet de livres illustrés bilingues sous une forme originale entre la bande dessinée et l'imagier : deux albums seulement paraissent en 1994 chez Syros, consacrés aux kanji et au cyrillique.
Il est finalement revenu à la bande dessinée en 2006 avec une nouvelle série, Folalié, le chevalier au scotère d'argent, qui semble être passée inaperçue : en présentant une exposition de ses dessins en 2011, Philippe Kailhenn s'est posé en observateur amusé de sa propre disparition.
Un faire-part paru dans Le Monde du 19 décembre 2020 annonce que Philippe Kerneïs, dit Kailhenn, est décédé le 20 mai 2020. Il est mort à Dreux.

## Publications

### Livre et album illustré
- Joseph Handler, plusieurs illustrateurs, Le Livre de la santé, vol. 5, 6, 10, Monte Carlo, André Sauret, 1967
- Colette Tournès (scénario), Les Aventures des Barneidor : L'Île de la Momie, Paris, Centurion, coll. « Okapi », 1974
- James E. Seidelman, Grace Mintonye, 13 illustrators and you, The 14th Dragon, 2e édition, New York, Harlin Quist, 1977  (ISBN 0-8252-8912-2)
- Le Pays des robots (ロボット の くに, Robotto no kuni) (trad. Tsuchiya Masao), Tokyo, Emile-Kan, 1981  (ISBN 4-87150-011-X)
- Catherine Eugène, La Mouche de cuivre : Jouer comme les enfants d'Athènes et de Rome, Paris, Hatier, 1990  (ISBN 2-218-02736-4)
- Jean-Pierre Andrevon, Il y a un bandit sous mon lit, Paris, Syros, coll. « Souris noire », 1992  (ISBN 2-86738-808-2)
- Les Aventures de Hisako et Marc au pays des kanji, Paris, Syros, 1994  (ISBN 2-84146-015-0)
- Les Aventures de Piotr et Marie au pays cyrillique, Paris, Syros, 1994  (ISBN 2-84146-026-6)
- Christian Grenier, Contes et Légendes des héros de la mythologie, Paris, Nathan, 1998  (ISBN 2-09-282266-7)
- Christophe Lambert, Contes et Légendes des lieux mystérieux, Paris, Nathan, 1999  (ISBN 2-09-282314-0)
- Henri Tincq Les Génies du christianisme : Histoires de prophètes, de pécheurs et de saints, Paris, Plon, 1999  (ISBN 2-259-19154-1)
- Folalié, le chevalier au scotère d'argent

1. Le Trésor de Corcodème, avec Pierre Coré (co-scénariste), Champigny-sur-Marne, Lito, 2006  (ISBN 2-244-49711-9)
2. Les Damoiselles du Loufe, Champigny-sur-Marne, Lito, 2006  (ISBN 2-244-49717-8)

### Revue (Bayard presse)
- Okapi, Colette Tournès (scénario), Les Aventures des Barneidor

1. Les Mille Récits d'Okapi : La Flûte de Raskath, no 17, 15 juillet 1972, 6 planches
2. L'Île de la Momie, feuilleton en 10 épisodes, nos 30, 34, 37, 39, 43, 46-50, février-décembre 1973, 60 planches
3. Les 7 Tombeaux d'Amiraseth, feuilleton en 12 épisodes, nos 68-74, 76, 78-81, septembre 1974-avril 1975, 60 planches
4. Le Taureau de Conkhobar, feuilleton en 12 épisodes, nos 101-105, 107-109, 111-114, février-août 1976, 60 planches
5. Les Quarantièmes rugissants, feuilleton en 2 épisodes, nos 131-132, mai 1977, 16 planches
6. Du jus d'orange pour Cramélas, feuilleton en 2 épisodes, nos 143-144, novembre 1977, 16 planches
7. La Poubelle des Danaïdes, feuilleton en 2 épisodes, nos 157-158, juin 1978, 16 planches
8. Les Barbagols vénéneux, feuilleton en 5 épisodes, nos 179-183, mai-juillet 1979, 20 planches

- Okapi, Les Aventures de l'Abel, nos 207-210, juillet-août 1980, 4 planches
- Okapi, nombreuses illustrations dont
  - Rubriques Courrier et Lexique, nos 2-20, novembre 1971-septembre 1972
  - Le Jeu des diables, no 4, 1er janvier 1972
  - Les Mille Récits d'Okapi : Les Aventures de Bacara, no 10, 1er avril 1972
  - Bataille de Jonas et des harpons, no 29, 15 janvier 1973
  - Supplément Univers d'Okapi : Les Jeux de ballon rond, no 62, 1er juin 1974
  - Supplément Univers d'Okapi : L'Olympe, no 87, 1er juillet 1975
  - Rubrique Ça, c'est la vie : d'une scénariste et d'un dessinateur, no 95, 1er novembre 1975
  - Rubrique Ça, c'est la vie : des gaminès, enfants des rues de Bogota, no 122, 15 décembre 1976
  - Supplément Univers d'Okapi : Henri IV, no 123, 1er janvier 1977
  - Masque des étoiles, no 125, 1er février 1977
  - Rubrique Ça, c'est la vie : Si vous étiez maires..., no 137/138, août 1977
  - Supplément Univers d'Okapi : Les Vikings, no 152, 15 mars 1978
  - Supplément Univers d'Okapi : Jules Verne, no 167, 1er novembre 1978
  - Supplément Univers d'Okapi : Regarder la lune, no 183, 1er juillet 1979
  - Mini-Univers : Petites Définitions pour grand astronomes, no 200, 15 mars 1980
  - Rubrique Les Petits Conseils de Philippe et Catherine, nos 202, 210-215, 218-223, 226-229, 231-235, avril 1980-septembre 1981
  - Poster 100 inventions et découvertes de l'histoire, no 285, 1er octobre 1983
- Astrapi, illustrations dont
  - Supplément Astrapan : À la découverte des étoiles, no 68, 15 août 1981
  - Supplément Astrapan : Spécial mots croisés, no 89, 1er juillet 1982
  - Supplément Astrapan : Le petit guide de la Tour Eiffel, no 248, 15 février 1989
  - Supplément Astrapan : Le petit livre de l'air, no 284, 15 août 1990
  - Supplément Astrapan : Le tunnel sous la manche, no 297, 1er mars 1991
  - Supplément Astrapan : Une nuit à la belle étoile, no 308, 15 août 1991
  - Jeu météo, no 313, 1er novembre 1991
  - Supplément Le Petit Journal, no 317, 1er janvier 1992
  - Le Bob'Art, no 325, 1er mai 1992
  - Supplément Astrapan : Le calendrier de l'Europe, no 341, 1er janvier 1993
- J'aime lire, illustrations
  - Jean Alessandrini, Le Scarabus, no 87, avril 1984
  - Jean Alessandrini, L'Heure du fou, no 170, mars 1991

### Varia
- Réalisation de logos, tampons, ex-libris[11].
- Le Double Chevron, Édition spéciale : Les Aventures de Double Chevron, Paris, Service de Presse de Citroën, no 15, décembre 1968, 20 planches
- 40 affiches pour Lanvin, Axe publicité, 1969
- Jonas 2.000, tapisserie D.M.C., no V.219, 1972
- Lady Godiva, tapisserie D.M.C., no V.225, 1972
- Deux couvertures pour la collection « Folio » : Le Capitaine Fracasse, no 204 ; Uranus, no 224, Paris, Gallimard, 1972
- Envoi courrier, recueil de huit cartes postales, Paris, Arrêt sur image, 1985